# Казалбелтраме
Казалбелтра̀ме (на италиански: Casalbeltrame; на пиемонтски: Casalbaltram, Казалбалтрам) е село и община в Северна Италия, провинция Новара, регион Пиемонт. Разположено е на 148 m надморска височина. Населението на общината е 1033 души (към 2010 г.).